# ترنغلس (كورنوال)
ترنغلس (بالإنجليزية: Treneglos)‏ هي قرية و أبرشية مدنية تقع في المملكة المتحدة في إنجلترا.  يقدر عدد سكانها بـ 107 نسمة .